# Рузецьк
Рузецьк (пол. Ruzieck) — село в Польщі, у гміні Красносельц Маковського повіту Мазовецького воєводства.
Населення — 126 осіб (2011).
У 1975-1998 роках село належало до Остроленцького воєводства.

## Демографія
Демографічна структура станом на 31 березня 2011 року:
|          | Загалом | Допрацездатний вік | Працездатний вік | Постпрацездатний вік |
| -------- | ------- | ------------------ | ---------------- | -------------------- |
| Чоловіки | 60      | 13                 | 37               | 10                   |
| Жінки    | 66      | 19                 | 36               | 11                   |
| Разом    | 126     | 32                 | 73               | 21                   |